# Surdicécité
 (janvier 2023).
Si vous êtes l’auteur de ce texte, vous êtes invité à donner votre avis ici. À moins qu’il soit démontré que l’auteur de la page autorise la reproduction et que ce contenu soit compatible avec les principes fondateurs de Wikipédia, cette page sera supprimée ou purgée au bout d’une semaine maximum. En attendant le retrait de cet avertissement, veuillez ne pas réutiliser ce texte.
 (janvier 2023).
La mise en forme du texte ne suit pas les recommandations de Wikipédia : il faut le « wikifier ».
Les points d'amélioration suivants sont les cas les plus fréquents. Le détail des points à revoir est peut-être précisé sur la page de discussion.
- Les titres sont pré-formatés par le logiciel. Ils ne sont ni en capitales, ni en gras.
- Le texte ne doit pas être écrit en capitales (les noms de famille non plus), ni en gras, ni en italique, ni en « petit »…
- Le gras n'est utilisé que pour surligner le titre de l'article dans l'introduction, une seule fois.
- L'italique est rarement utilisé : mots en langue étrangère, titres d'œuvres, noms de bateaux, etc.
- Les citations ne sont pas en italique mais en corps de texte normal. Elles sont entourées par des guillemets français : « et ».
- Les listes à puces sont à éviter, des paragraphes rédigés étant largement préférés. Les tableaux sont à réserver à la présentation de données structurées (résultats, etc.).
- Les appels de note de bas de page (petits chiffres en exposant, introduits par l'outil «  Source ») sont à placer entre la fin de phrase et le point final[comme ça].
- Les liens internes (vers d'autres articles de Wikipédia) sont à choisir avec parcimonie. Créez des liens vers des articles approfondissant le sujet. Les termes génériques sans rapport avec le sujet sont à éviter, ainsi que les répétitions de liens vers un même terme.
- Les liens externes sont à placer uniquement dans une section « Liens externes », à la fin de l'article. Ces liens sont à choisir avec parcimonie suivant les règles définies. Si un lien sert de source à l'article, son insertion dans le texte est à faire par les notes de bas de page.
- La présentation des références doit suivre les conventions bibliographiques. Il est recommandé d'utiliser les modèles {{Ouvrage}}, {{Chapitre}}, {{Article}}, {{Lien web}} et/ou {{Bibliographie}}. Le mode d'édition visuel peut mettre en forme automatiquement les références.
- Insérer une infobox (cadre d'informations à droite) n'est pas obligatoire pour parachever la mise en page.

Pour une aide détaillée, merci de consulter Aide:Wikification.
Si vous pensez que ces points ont été résolus, vous pouvez retirer ce bandeau et améliorer la mise en forme d'un autre article.

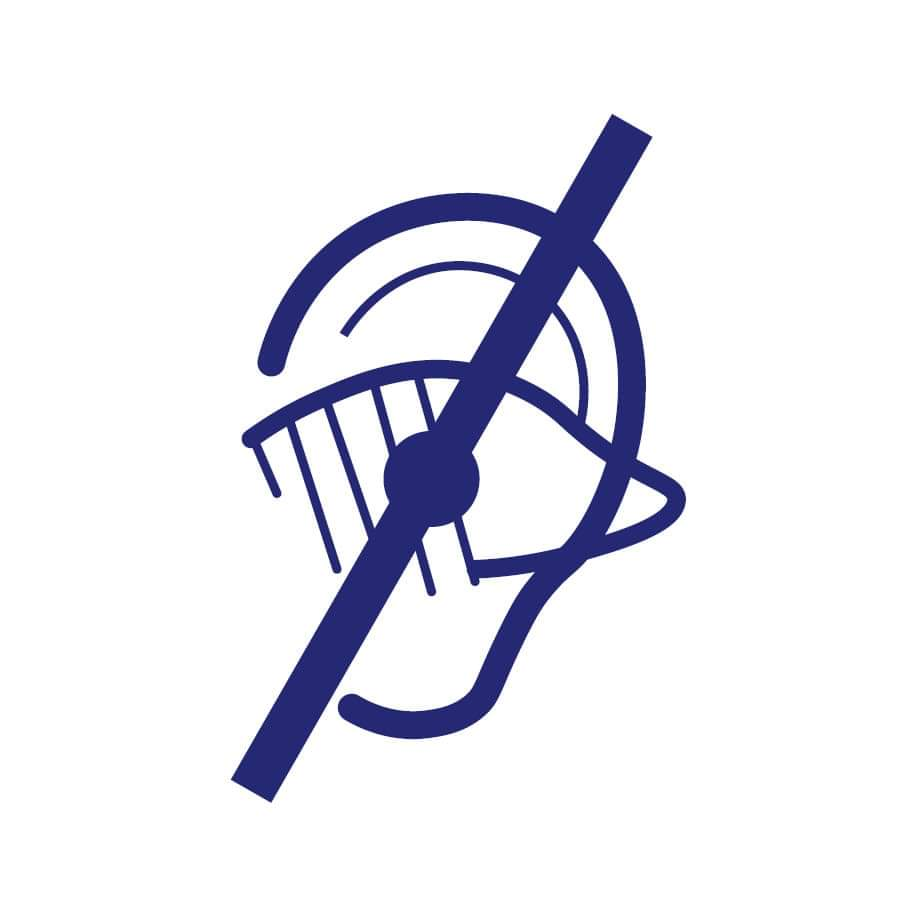
Logo de la surdicécité.

La surdicécité est un handicap sensoriel qui entraine une combinaison d'une déficience visuelle pouvant aller jusqu'à la cécité et d'une déficience auditive pouvant aller jusqu'à la surdité.
Cette combinaison des deux déficiences sensorielles peut prendre des formes très variables, elle multiplie et intensifie l'impact de l'une et de l'autre puisqu'il n'y a pas de moyen de compensation d'un sens par l'autre. La surdicécité n'est pas un polyhandicap, c'est-à-dire une association de handicaps (moteur, sensoriel, mental, cognitif ou psychique).
Les personnes qui en sont affectées sont des sourdaveugles (souvent abrégé « PSA »).
Les personnes sourdaveugles sont gravement handicapées, ce qui limite très fortement leurs capacités d'interaction et l'exercice de leurs droits humains et civils. Il existe cependant des moyens de communication tactiles.

## Définition
Le mot « sourdaveugle » ne désigne pas toujours l'association d'une cécité totale et d'une surdité totale, cette situation est relativement rare.
En réalité, de nombreuses personnes ont des restes visuels (vision tubulaire, cécité nocturne, champ visuel inférieur à 1/10e, etc.) ou auditives exploitables dans des conditions adaptées.
Le mot « sourdaveugle » peut ainsi désigner quatre combinaisons de handicap :
- Sourd-aveugle ;
- Sourd-malvoyant ;
- Malentendant-aveugle ;
- Malentendant-malvoyant.

La surdicécité peut être congénitale ou acquise.

## Définition fonctionnelle
Sous l'égide du secrétariat général du comité interministériel du handicap (CIH), le groupe de travail "Améliorer la vie des personnes sourdaveugles" a abouti à la définition fonctionnelle qui suit :
" La surdicécité résulte de la combinaison, à des degrés divers, d’une altération des fonctions auditive et visuelle, qui ne se compensent pas mutuellement, engendrant une situation de handicap n’étant pas la simple addition de ces troubles. Elle peut survenir et s’aggraver à tous les âges de la vie.
La surdicécité affecte l’interaction avec l’environnement humain et social et nécessite des adaptations et des compensations spécifiques. Malgré les aides, des difficultés peuvent persister et se manifester dans divers domaines, parmi lesquels :
-  le langage et la communication ;
-  l'accès à l'information ;
- la mobilité et le déplacement.

Compte tenu de la diversité de ces altérations sensorielles, trois catégories de surdicécité, souvent associées à d’autres déficiences, sont identifiées pour mieux définir les accompagnements ;
- la surdicécité est dite primaire quand la double altération sensorielle est présente dès la naissance ou survient avant l’acquisition du langage ;
-  la surdicécité est dite secondaire lorsque la personne est atteinte d’une seule altération sensorielle à l’origine, puis que la deuxième atteinte apparaît au cours de la vie, ou est consécutive d’une maladie (méningite par exemple) ou d’un accident ;
-  la surdicécité est dite tertiaire si la personne n’a pas d’altération sensorielle à l’origine ou une seule, et que la survenue de la seconde est liée à l’avancée en âge. Toutefois, leurs besoins spécifiques varient en fonction de l'âge de la personne à l'apparition de la surdicécité et de ses caractéristiques individuelles."

## Types et classification des surdicécités
Il existe trois types de surdicécité :
- surdicécité primaire : surdicécité de naissance ou acquise avant l’acquisition du langage (personne atteinte du syndrome CHARGE, grand prématuré, rubéole, cytomégalovirus, etc)
- surdicécité secondaire : acquisition progressive de la surdicécité (Usher type I, II, III ; accidents ; etc.)
- surdicécité tertiaire : acquisition tardive de la surdicécité (vieillissement de la population ; accidents ; etc.)

Outre les types de surdicécité, le CRESAM a établi une classification des surdicécités :
| Situations de surdicécité        | Caractéristiques |
| Surdicécité primaire             | Double atteinte sensorielle à la naissance ou dans les premiers mois de la vie (période pré linguale)                                 |
| Surdicécité secondaire de type A | Atteinte auditive à la naissance ou dans les premiers mois puis atteinte visuelle ultérieure                                          |
| Surdicécité secondaire de type B | Atteinte visuelle à la naissance ou dans les premiers mois puis atteinte auditive ultérieure                                          |
| Surdicécité secondaire de type C | Aucune atteinte à la naissance ou dans les premiers mois mais double handicap sensoriel ultérieur                                     |
| Surdicécité tertiaire de type A  | Atteinte auditive congénitale ou acquise puis atteinte visuelle liée à l’avancée en âge                                               |
| Surdicécité tertiaire de type B  | Atteinte visuelle congénitale ou acquise puis atteinte auditive liée à l’avancée en âge                                               |
| Surdicécité tertiaire de type C  | Aucune atteinte à la naissance ou dans les premiers mois mais survenue tardive du double handicap lié au vieillissement physiologique |

## Causes de la surdicécité

### Vieillissement
Le vieillissement (DMLA et presbyacousie) constitue la cause majeure, numériquement. On parle de surdicécité tertiaire.
Ces personnes ne sont pas considérées comme handicapées car il existe une distinction en France entre les personnes handicapées et personnes âgées, c'est-à-dire de plus de 60 ans (alors même qu'elles peuvent connaître une même situation de handicap).

### Maladies
De nombreuses maladies génétique et rares causent une surdicécité syndromique (liste non exhaustive) :
- syndrome d'Usher (cophose bilatérale, rétinite pigmentaire d'apparition progressive, et souvent des troubles vestibulaires)
- syndrome CHARGE (malformations cardiaques, troubles auditifs, troubles visuels, troubles olfactifs, etc.)
- Syndrome de Wolfram (diabète 1, anomalies oculaires, surdité, etc.)
- rubéole congénitale (concernent surtout les enfants sourdaveugles nés dans les années 1960 et 1970)
- etc.

La prévalence du syndrome d'Usher est estimée à 1/30000. Il s'agit de la cause la plus fréquente de double atteinte oculo-auditive.

### Nombre de cas par maladie
Le nombre de cas est tiré du rapport de la BNDMR de novembre 2022 (il convient de garder en tête que ces données constituent des pistes pour déterminer un seuil plancher mais ne sont en aucun cas représentatives de la population réelle, l'alimentation des données étant effectuée par les centres de référence maladies rares) :
- syndrome d'User : 848
- syndrome CHARGE : 619
- syndrome de Wolfram : 224
- rubéole congénitale : 23

### Autres causes
Il existe une multitude d’autres causes et de combinaisons (liste non exhaustive) :
- prématurité,
- méningite,
- syndrome de Refsum,
- syndrome de Norrie,
- cytomégalovirus,
- trisomie 13,
- hydrocéphalie,
- microcéphalie,
- sida,
- herpès,
- toxoplasmose,
- encéphalite,
- traumatisme crânien,
- neurofibromatoses,
- accident vasculaire cérébral,
- etc.

## Communication
Plusieurs modes de communications sont possibles et propres à l’histoire de chaque personne.
Pour recevoir l’information, une personne sourdaveugle peut utiliser :
- l'oral
- la LSF
- la LSF tactile
- la dactylologie tactile
- le braille
- les pictogrammes
- les objets référence

## Difficultés courantes rencontrées par les personnes sourdaveugles
La surdicécité entraine une situation de handicap particulière et aggravée par rapport à la surdité ou la cécité.
Les PSA connaissent une forte limitation dans la vie quotidienne et sont fortement isolées d'un point de vue social :
- déplacements
  - marche (un PSA aura des difficultés face à un passage piéton/carrefour pour traverser car il n'entend pas (ou sera gêné par le bruit ambiant) les véhicules et ne voit pas (ou mal) les obstacles
  - vélo (de nombreux PSA ayant une vue correcte ont des troubles vestibulaires tandis qu'une partie ne peut rouler à cause de la vue)
  - voiture (de nombreux PSA ne peuvent conduire ou doivent arrêter la conduite, la législation française n'autorise la conduite qu'à partir de 40° de champ visuel). L'abandon de la conduite (fréquent chez les Usher type II) entraîne de nombreuses conséquences largement sous-estimées et devraient pourtant nécessiter un suivi psychologique (dépression, isolement social, perte du travail entraînant alors une perte de revenu, impossibilité de se déplacer en zone rurale, de faire les courses, de se déplacer chez le médecin, de pratiquer des loisirs, de récupérer une vente chez un particulier via Leboncoin lorsque la livraison n'est pas possible, etc.)
  - taxis (le recours aux taxis est fréquent pour déplacer les PSA pour un RDV médical ou lorsqu'un déplacement par un autre mode n'est pas possible)
  -  transports en commun (le manque d'accessibilité -signalétiques sonores, visuelles, multiples correspondances et multimodales, etc. - fait que le déplacement entraîne une très forte fatigabilité pour les PSA pouvant se déplacer en autonomie tandis que d'autres doivent systématiquement être accompagnés)
- autonomie
- accès à l'information (signalétiques visuelles et sonores telles dans les gares SNCF, les aéroports, les hôpitaux, etc. sont non accessibles pour les PSA)

## Prestation de compensation du handicap (PCH): Forfait aide-humaine «surdicécité»
Face à l’interdiction du cumul des forfaits PCH aide-humaine « cécité » et « surdité », le décret no 2022-570 du 19 avril 2022 crée un forfait aide-humaine « surdicécité ». Ce forfait est entré en vigueur le 1er janvier 2023.
Il existe trois niveaux de forfaits aide-humaine : 30 h, 50 h et 80 h. Si le besoin est supérieur à 80 h, un plan personnalisé de compensation (PPC) est possible.

## Historique de la surdicécité
Le 12 avril 2004, le Parlement européen adopte une déclaration écrite sur les droits des sourdaveugles dans laquelle il reconnait la surdicécité comme handicap spécifique et invite les Etats membres et institutions de l’Union européenne à reconnaître la surdicécité et à appliquer les droits des sourdaveugles.
Le terme « sourdaveugle » entre dans la première fois dans le droit français au travers de l'article 105 de la LOI no 2016-1321 du 7 octobre 2016 pour une République numérique.
En 2019, les conclusions du volet sociologique du projet LIGHT4DEAF qui portait sur le syndrome d'Usher ont souligné l’absence de reconnaissance de la surdicécité comme handicap unique et de prestation de compensation associée.
En octobre 2020, à l’initiative de la secrétaire générale du comité interministériel du handicap [archive] (CIH) Céline Poulet, un groupe de travail composé des associations concernées par la surdicécité, de personnes non affiliées et le CRESAM poursuit le travail, en l’élargissant à toutes les personnes atteintes de surdicécité.
Le 21 mai 2021, le CNCPH approuve en séance plénière une motion dans laquelle il attire l’attention des pouvoirs publics sur la question des droits des personnes sourdaveugles, dont la situation doit être considérée dans toute sa spécificité et dont les besoins doivent être compensés de façon individualisée, conformément aux principes définis par la loi du 11 février 2005.
Sous la présidence du Premier ministre Jean Castex, le comité interministériel du handicap (CIH) du 5 juillet 2021 annonce la mise en place d’un groupe de travail sur les modalités de compensation adaptées aux sourdaveugles et de définir des actions permettant l’amélioration de la vie des sourdaveugles ainsi qu’une mise en place d’une offre structurée de formations à destination des professionnels et des proches.
Le CIH du 3 février 2022 acte la création d’un forfait aide-humaine « surdicécité ».
Le 1er avril 2022, l’assemblée plénière du CNCPH émet un avis favorable au projet du décret prévoyant la création d’un forfait surdicécité. Le 20 avril, le décret no 2022-570 est publié dans le JORF.
Le 12 juillet 2022, le ministre des Solidarités, de l’Autonomie et des Personnes handicapées Jean-Christophe COMBE confie une mission ministérielle « surdicécité » à un trinôme (juillet 2022-janvier 2024).

## Enjeux et défis de la surdicécité

### Reconnaissance de la surdicécité
Malgré la déclaration écrite du Parlement européen de 2004 qui invitait les Etats membres à reconnaître la spécificité de la surdicécité et les droits des personnes sourdaveugles, la surdicécité n'est reconnue en France comme handicap spécifique que depuis le comité interministériel du handicap (CIH) du 5 juillet 2021.
Dès lors, la surdicécité est encore méconnue du grand public, des professionnels de santé (ophtalmos, ORL, professionnels de gériatrie, médecins généralistes, etc.), professionnels du handicap, professionnels travaillant dans des établissements spécialisés ou EHPAD, des fabricants (prothèses auditives, logiciels de transcription écrite, plages braille,...), etc.
L'absence de reconnaissance de la surdicécité a des conséquences multiples (placement de personnes sourdaveugles dans des hôpitaux psychiatriques en raison de troubles de comportement, absence de dépistage de surdicécité tertiaire, diagnostic tardif pour certains syndromes (Usher type III), phénomène en silos entre les ophtalmos et les ORL, prise en charge dégradée en matière de rééducation entrainant un phénomène récurrent : les patients "boomerang" qui doivent alors revenir effectuer une rééducation, etc.).
Jusqu'en 2021, la surdicécité n'existait pas d'un point de vue administratif. Les personnes sourdaveugles étaients considérées et recensées par les MDPH et autres organismes (ARS, ESMS, etc.) selon la principale déficience (surdité ou cécité). En effet, de nombreuses structures accueillant des personnes sourdaveugles déclaraient x personnes sourdes et x personnes aveugles bien que ces personnes étaient toutes sourdaveugles. Pour anecdote, certaines personnes rajoutaient au crayon une case "surdicécité", celle-ci était rarement prise en compte car les agents collecteurs ne pouvaient l'inclure dans le logiciel administratif. Enfin, jusqu'en 2023, les personnes sourdaveugles étaient contraintes de choisir entre un forfait aide-humaine "surdité" et "cécité".
En matière d'accessibilité, les fabricants n’intègrent pas les problématiques propres à la surdicécité. De fait, les sourdaveugles ne bénéficient pas ou peu d'aides puisque les aides sont souvent adaptées pour les aveugles ou sourds.
Dans les lieux publics (gares, aéroports, hôpitaux, transports en commun, etc.), les signalétiques sonores ou visuelles ne sont pas accessibles pour les personnes sourdaveugles.

### Recensement
Le recensement constitue un enjeu majeur.
Le chiffre régulièrement annoncé de 6500 personnes sourdaveugles (chiffre apparaissant dans les dossiers de presse des comités interministériels du handicap du 5 juillet 2021 et 3 février 2022) est en réalité une extrapolation proposée par des associations d'une étude (Stan Monroe, 2005) qui proposait pour les 10 provinces du Canada une prévalence de 6000 à 7000 personnes.
Le 13 décembre 2016, dans une recommandation de bonnes pratiques professionnelles (RBPP) de la Haute Autorité de Santé intitulé "Repérage des déficiences sensorielles et accompagnement des personnes qui en sont atteintes dans les établissements pour personnes âgées". il est mentionné que 400 000 personnes de plus de 75 ans et plus souffriraient d’une double déficience auditive et visuelle sans mentionner les termes "surdicécité" et "sourdaveugles".
Comme décrit auparavant, l'absence de reconnaissance de la surdicécité d'un point de vue administratif constitue un obstacle non négligeable car de nombreux questionnaires et systèmes d'informations administratifs n'intégrent pas encore la surdicécité et de fait contraignent à effectuer un choix entre surdité et cécité. Le recensement grâce aux personnes éligibles et bénéficiant du forfait aide-humaine sera possible grâce au déploiement du système d'information commun des MDPH.
De nombreuses personnes atteintes de surdicécité ignorent la surdicécité et ne font pas le lien entre leur maladie (la cause) et leur handicap (la surdicécité, c'est-à-dire une limitation des possibilités d'interaction d'un individu avec son environnement) tandis qu'un certain nombre ne se reconnaissent pas dans le terme "sourdaveugle" car trop lourd à accepter, c'est le cas de nombreuses personnes atteintes de certaines syndromes oculo-auditif tel le syndrome de Usher. Ces derniers se définissent souvent comme sourds et non sourdaveugles.
En mai 2014, une cartographie européenne estimait 330 000 sourdaveugles en France et 3 millions sourdaveugles en Europe.

### Vieillissement de la population
Face au vieillissement de la population, la surdicécité tertiaire constitue un enjeu de santé publique notamment pour la 5e branche de la sécurité sociale (Autonomie). Cette branche gère les dépenses liées à l'autonomie des personnes âgées et des personnes handicapées, elle mène également des actions de prévention de la perte d’autonomie et joue un rôle en matière de prospective et de recherche sur le vieillissement et le handicap.
Les enjeux sont multiples car les personnes atteintes de surdicécité tertiaire font peu l’objet d’un dépistage et ne bénéficient donc pas de prises en charge systématiques.
Les défis majeurs sont :
- Le dépistage des déficiences auditives et visuelles
- La rééducation et l’utilisation des moyens de compensation préconisés
- La sensibilisation de l’entourage familial
- La formation des professionnels (soignants, médecins gériatres, professionnels médico-sociaux etc)
- La prise en compte de l’hétérogénéité des parcours et des connaissances des personnes (mode de communication utilisé, niveau de culture, expériences de vie…)
- La prise en compte de l’écart « générationnel » entre les apprentissages initiaux et la réalité contemporaine
- Le nombre de centres de rééducation (CRBV, CERTA, ESMS, SAMSAH, etc.) est insuffisant et les listes d'attente sont longues (entre 1 et 3 ans). Par ailleurs, il n’existe aujourd’hui que 4 CERTA implantés à Angers, Metz, Paris et Poitiers. Le développement de Centres Régionaux Basse Vision et de Centres d’Evaluation et Réadaptation des Troubles de l’Audition (CRBVTA) permettrait d’assurer un maillage territorial et de réduire les listes d’attente.

### Rééducation et réadaptation
D'emblée, une distinction entre rééducation et réadaptation s'impose :
- la rééducation désigne l’ensemble des moyens visant à permettre à une personne atteinte d’une affection invalidante de recouvrer, plus ou moins complètement, l’usage de ses facultés ;
- la réadaptation désigne l’ensemble des moyens d’adaptation à une situation nouvelle où la fonction antérieure est manifestement endommagée et doit être remplacée par une autre approche afin que la personne handicapée puisse interagir avec son environnement.

Les services spécifiques ou adaptés aux personnes sourdaveugles sont inexistants, voire défaillants. En effet, les prises en charge ou accompagnements s’effectuent en silos. Ce fonctionnement « à la verticale » entraîne une prise en charge non cohérente en raison de la spécificité des PSA.
Au-delà du phénomène en silos, les PSA rencontrent trois principales difficultés pour intégrer un centre de rééducation/réadaptation :
- La communication constitue un obstacle majeur. La présence d’interprètes LSF ou LSF tactile est parfois nécessaire mais non suffisante.
- Le transport constitue également une problématique centrale. En effet, les personnes sourdaveugles sont souvent contraintes de recourir à un accompagnateur ou d’utiliser les transports en commun (s’ils sont accessibles) pour se rendre dans le centre de rééducation.
- Les personnes sourdaveugles disposent de ressources financières limitées : pour communiquer avec les professionnels, elles sont parfois contraintes de recourir à l’interprétariat en le finançant sur leurs fonds propres. De plus, les frais de transport dans le cadre d’une rééducation/réadaptation ne sont parfois pas pris en charge.

### Évolution du périmètre de la surdicécité
Contrairement à ses voisins européens, la France a retenu une vision restrictive de la surdicécité. Celle-ci se définissait (et le reste à ce jour dans une certaine mesure) au champ du handicap rare défini dans l'arrêté du 2 août 2002 relatif à la définition du handicap rare. Ainsi, les personnes sourdaveugles considérées étaient celles qui avaient un trouble auditif grave et un trouble visuel grave.
Cette vision restrictive engendrait une certaine incohérence voire inégalité entre certaines situations de surdicécité. Ainsi, les personnes sourdaveugles ayant le syndrome de Usher (inclus dans le schéma national Handicaps Rares) étaient prises en charge alors même qu'elles pouvaient connaître une situation de surdicécité plus légère que certaines personnes sourdaveugles n'ayant pas de syndrome oculo-auditif comme par exemple des sourds profonds et malvoyants (non considéré comme un trouble visuel grave en vertu de l'arrêté précédent) ou des personnes âgées sourdes profondes et aveugles.
Cette vision restrictive n'intégraient donc pas les personnes de surdicécité secondaire ou tertiaire. C'est ainsi qu'à l'occasion d'une cartographie européenne sur les opportunités pour les sourdaveugles de mai 2014 que des associations ne cautionnaient pas la publication des données démographiques et proposaient une estimation de 6000 à 7000 personnes sourdaveugles en France (contre les 330 000 estimées par la cartographie).
De plus, une distinction entre vieillesse (plus de 60 ans) et handicap subsiste en France. Or une personne sourdaveugle de 40 ans et de 75 peuvent connaître une même situation de surdicécité, seule la personne de 40 ans sera considérée comme telle.
Depuis la vision s'élargit, une partie de la population sourdaveugle secondaire et surtout tertiaire sont désormais considérés.

### Syntaxe
Jusqu'à récemment, les termes "surdicécité" et "sourdaveugle" faisaient encore débat. Il est fréquent de trouver dans des ressources anciennes ou étrangers (Canada ou Suisse par exemple) la rédaction suivante : "surdi-cécité" et "sourd-aveugle".
Cependant, le groupe de travail "Améliorer la vie des personnes sourdaveugles" (composé d'associations de personnes sourdaveugles tels l'ANPSA, le RNSA et la FDDS ; de personnes sourdaveugles non affiliées, du CRESAM, de la CNSA, de la DCGS) a déclaré retenir les termes "surdicécité" et "sourdaveugle".
Une demande de reconnaissance auprès de l'Académie française est en cours.

## Aides
Il existe des moyens de communication tactile spécialement développés pour les sourdaveugles : l'alphabet de Lorm, la méthode Tadoma, la langue des signes tactile ; certaines personnes sourdaveugles tardives peuvent aussi communiquer par l'écriture.
En France, l'Institution de Larnay, à Biard, est spécialisée dans l'aide aux sourdaveugles.

## Technologie
Les sourds et aveugles peuvent notamment utiliser des appareils pour aveugles comme les lecteurs de braille. Certains de ces appareils peuvent être connectés en Wi-Fi pour donner accès aux moyens de communication modernes comme l'e-mail et la messagerie SMS. Le Telebraille, par exemple, permet à une personne sourde et aveugle de communiquer par téléphone avec quelqu'un d'autre.
Au Canada, une veille technologique est assurée grâce à un programme de surveillance dénommé « V-TEDD » (Veille Technologique sur les Dispositifs pour les clientèles avec Déficiences Sensorielles). Cette veille couvre tous les domaines (communication, téléphonie adaptée, numérique, santé, sécurité, mobilité, dispositifs médicaux, activités de la vie quotidienne, etc.).
Cette veille s’inscrit dans le cadre d’un engagement pris en 2007 par le ministère de la Santé et des Services sociaux d’instaurer des mécanismes de veille technologique en continu.

## Logo
Le logo « surdicécité » représente la superposition de la surdité (oreille barrée) et de la cécité (œil barré).
Initialement élaboré par l'ANPSA, le groupe de travail « Améliorer la vie des personnes sourdaveugles » a proposé à la France la reconnaissance de ce logo comme symbole de la surdicécité. Une demande de reconnaissance au niveau international (WFBd notamment) est en cours.

## Canne blanche à bandes rouges
A l'instar des déficients visuels, les sourdaveugles utilisent parfois une canne blanche pour signaler leur handicap. 
Celle-ci est blanche avec une ou plusieurs bandes rouges selon les pays.

## Journée mondiale de la surdicécité
La date du 27 juin a été retenue car elle correspond à la naissance de Helen Keller.
Au Canada, il existe un mois de la surdicécité car Helen Keller est née et morte un mois de juin.

## Associations

### Institutions
GNCHR [archive] ; Groupement National de Coopération Handicap Rare
CRESAM [archive] : Centre National de Ressources Handicaps Rares – Surdicécité

### Associations françaises
- ANPSA [archive] : Association Nationale pour les Personnes SourdAveugles

- RNSA : Réseau national sourdaveugles

- Phare d'Ouest : association locale (Bretagne, Pays-de-Loire, Centre-Val-de-loire) regroupant des personnes sourdaveugles et des professionnels

### Associations européennes et internationales
- World Federation of the Deafblind (WFDb)  [archive]: c'est la fédération internationale et l'association de référence au niveau mondial. Elle est constituée des représentants régionaux de tous les continents : Afrique, Asie, Europe, Amérique latine, Amérique du Nord et du Pacifique.
- European Union Deafblind (EDbU) [archive] : organisation internationale non gouvernementale et non lucrative européenne qui réunit les organisations de personnes sourdaveugles européennes (dont l'ANPSA et le RNSA)
- Deafblind International (DbI) [archive] : groupement d’associations et d’organisations œuvrant pour les personnes sourdaveugles du monde entier

## Dans la culture populaire
La pièce de théâtre Miracle en Alabama, ainsi que son adaptation de 1962, raconte la vie d'Helen Keller, sourde et aveugle depuis l'âge de deux ans, et son éducation par Anne Sullivan.
Le groupe The Who sort en 1969 l'album Tommy, qui raconte au fil des chansons la vie d'un enfant sourd et aveugle nommé Tommy.
Le cinéaste Werner Herzog s'est intéressé à la question de la surdicécité dans le film documentaire Au pays du silence et de l'obscurité, sorti en 1972.
Dans le film bollywoodien Black, sorti en 2005, Rani Mukherjee interprète le rôle d'une sourdaveugle.
Haben Girma, la première sourde et aveugle à être diplômée de l'université Harvard, publie en 2019 une autobiographie intitulée Haben : La sourde et aveugle qui a conquis la Loi d'Harvard.
Le film Marie Heurtin raconte l'enfance de l'enfant du même nom, et son éducation par sœur Sainte-Marguerite.

## Sourdaveugles notables dans l'histoire de la surdicécité
- Alice Betteridge
- Helen Keller
- Hieronymus Lorm
- Julia Brace (en)
- Laura Bridgman
- Marie Heurtin
- Ragnhild Kåta (en)
- Robert Smithdas (en)
- Victorine Morriseau (pt)